# کریس دولمن
کریس دولمن (انگلیسی: Chris Dolman؛ زادهٔ ۱۷ فوریهٔ ۱۹۴۵) جودوکار، کشتی‌گیر کشتی حرفه‌ای، کاراته‌کا و داور هنرهای رزمی ترکیبی اهل پادشاهی هلند است. وی بین سال‌های ۱۹۷۲ تا ۱۹۹۶ میلادی فعالیت می‌کرد.